# Telesphore George Mpundu
Telesphore George Mpundu (* 21. Mai 1947 in Kopeka im Distrikt Mpulungu) ist ein sambischer Geistlicher und emeritierter römisch-katholischer Erzbischof von Lusaka.

## Leben
Telesphore George Mpundu empfing am 17. Dezember 1972 die Priesterweihe.
Papst Johannes Paul II. ernannte ihn am 7. März 1987 zum Bischof von Mbala. Der Altbischof von Mbala, Adolf Fürstenberg MAfr, spendete ihm am 21. Juni desselben Jahres die Bischofsweihe; Mitkonsekratoren waren Elias White Mutale, Erzbischof von Kasama, und Adrian Mung’andu, Erzbischof von Lusaka.
Der Papst ernannte ihn am 1. Oktober 2004 zum Koadjutorerzbischof von Lusaka. Mit der Emeritierung Medardo Joseph Mazombwes  am 28. Oktober 2006 folgte er ihm als Erzbischof von Lusaka nach.
Papst Franziskus nahm am 30. Januar 2018 seinen vorzeitigen Rücktritt an.